# Уэнтуорт, Уильям, 2-й граф Стаффорд (1722—1791)
Уильям Уэнтуорт, 2-й граф Страффорд (англ. William Wentworth, 2nd Earl of Strafford; 17 марта 1722 — 10 марта 1791) — британский пэр и аристократ, член Палаты лордов Великобритании. С 1722 по 1739 год оно носил титул учтивости — виконт Уэнтуорт.

## Биография
Родился 17 марта 1722 года. Единственный сын Томаса Уэнтуорта, 1-го графа Стаффорда (1672—1739). Его прадедом по отцовской линии был сэр Уильям Уэнтуортт из Эшби Пуэрорум (1593—1644), младший брат Томаса Уэнтуорта, 1-го графа Стаффорда (1593—1641). Его отец приходился двоюродным братом Уильяму Уэнтуорту, 2-му графу Страффорду (1626—1695), умершему бездетным, после смерти которого в 1695 году он стал 3-м бароном Рэби. Однако состояние Страффорда вместе с поместьем великого якобинского дома Уэнтуорт-Вудхаус досталось племяннику второго графа. Его матерью была Энн Джонсон, дочь богатого политика и судовладельца сэра Генри Джонсона и его первой жены Энн Смитсон. Хотя его мать принесла отцу состояние, по общему мнению, это был очень счастливый брак.
Титул графа Страффорда был создан в третий раз в 1711 году для отца Страффорда и, таким образом, перешел к нему после смерти его отца в 1739 году. Он также был 2-м герцогом Страффорда в якобитском пэрстве. Он играл меньшую политическую роль, чем его отец, хотя 25 марта 1756 года ему была предоставлена часть почтовых штрафов, а 4 августа 1757 года он был назначен заместителем лейтенанта Западного райдинга Йоркшира.

## Строительство

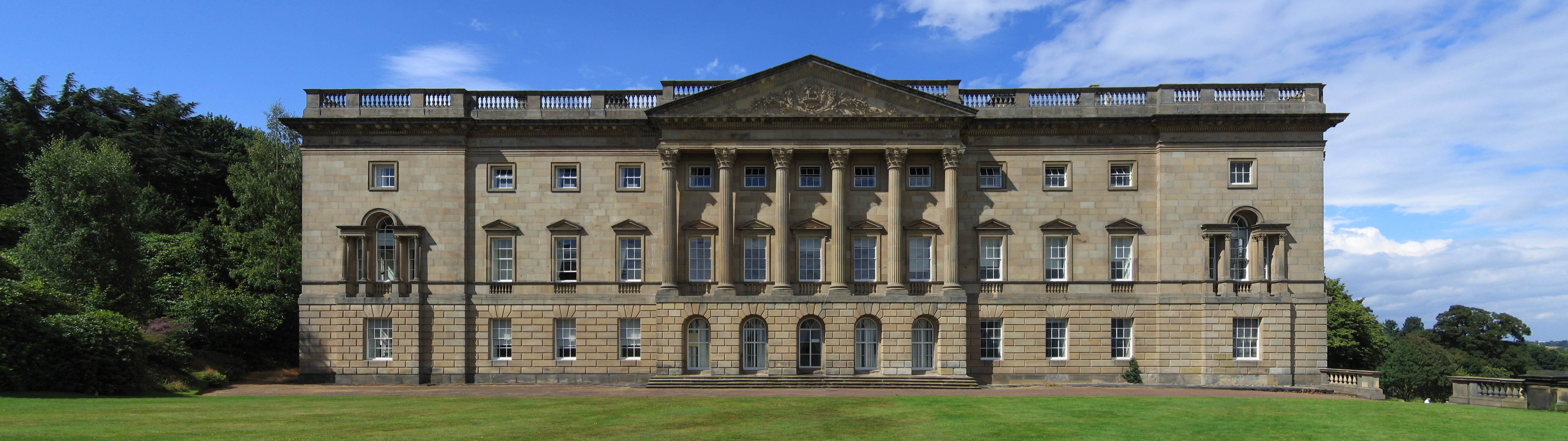
Замок Уэнтуорт, недалеко от Барнсли в Йоркшире.

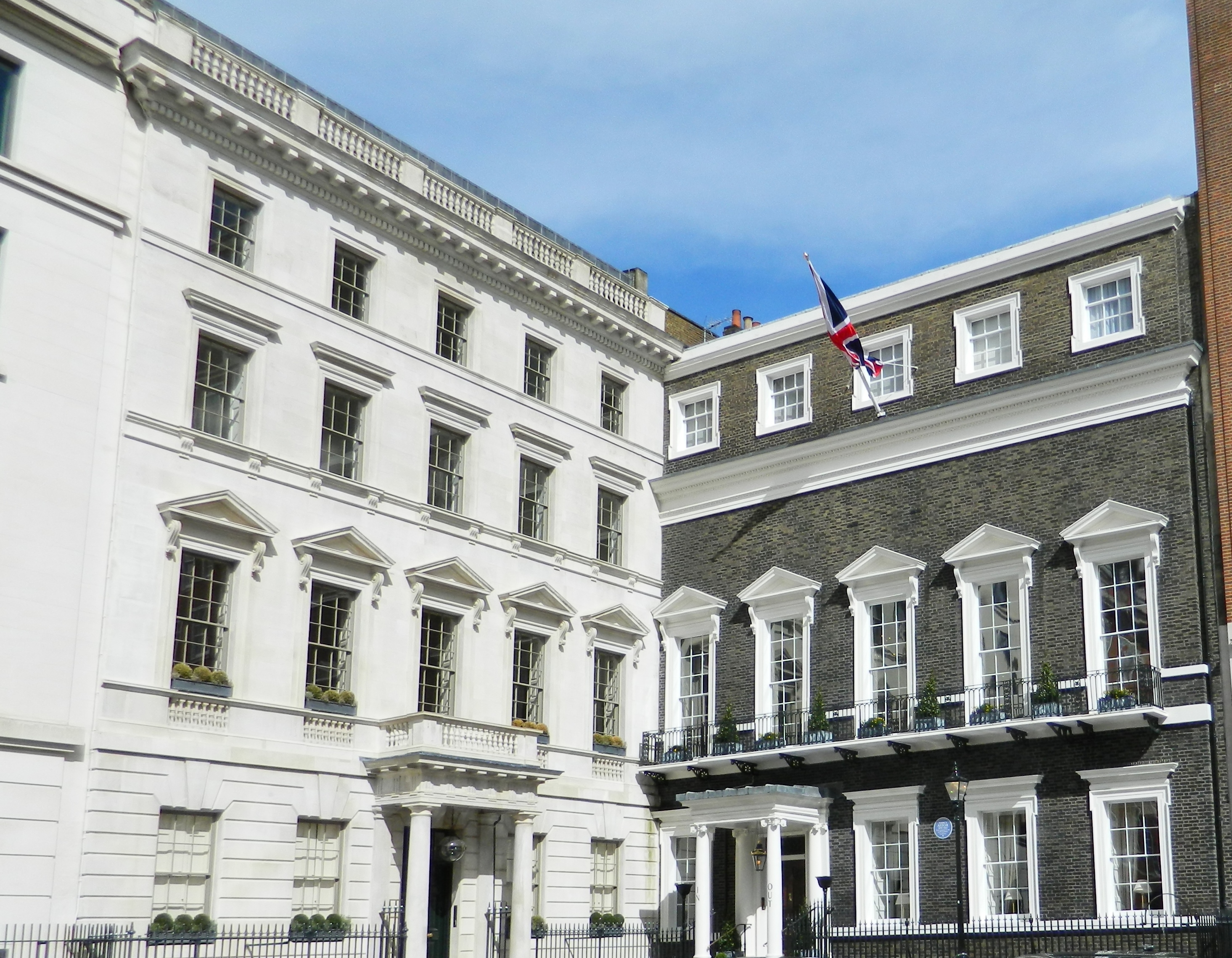
Слева: Уэнтуорт-хаус, 5, Сент-Джеймс-сквер, Лондон, таунхаус, построенный в 1748—1751 годах 2-м графом Стаффордом по проекту Мэтью Бреттингема Старшего

Граф Страффорд добавил неопалладианский диапазон к замку Уэнтуорт, своему загородному дому в Йоркшире, проект, начатый в 1759 году и завершенный в 1764 году. Как его главный проектировщик, это принесло ему запись в Биографическом словаре британских архитекторов Колвина
.
Друг графа Страффорда Хорас Уолпол описал этот южный фасад 2 августа 1770 года как демонстрирующий «самый совершенный вкус в архитектуре»:
Если ищут образец самого совершенного вкуса в архитектуре, где изящество смягчает достоинство, а легкость смягчает великолепие; где пропорция убирает каждую часть из поля зрения, а деликатность наблюдения заставляет обратить внимание на каждую часть; где положение самое удачное и даже цвет камня самый гармоничный; виртуоза следует направить к новому фасаду замка Уэнтуорт: результат того же изящного суждения, которое прежде распределило столько красот по этим владениям и вызвало из леса, воды, холмов, проспектов и зданий сборник живописной природы, улучшенное целомудрием искусства.
В 1748—1751 годах он также построил свой таунхаус Уэнтуорт-хаус, 5, Сент-Джеймс-сквер в Лондоне, по проекту Мэтью Бреттингема Старшего . Он оставался лондонской резиденцией его потомков до 1968 года, а в 1984 году здесь располагалось «Ливийское народное бюро», из которого были произведены выстрелы, которые привели к убийству Ивонн Флетчер.

## Брак

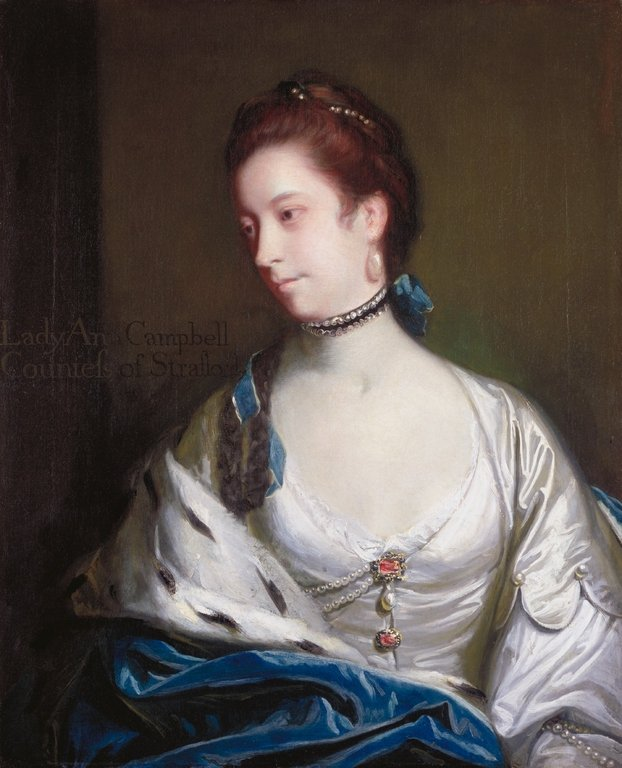
"Энн, графиня Стаффорд, автор Джошуа Рейнольдс (Институт искусств Миннеаполиса)

В 1741 году граф Страффорд женился на леди Энн Кэмпбелл (ок. 1715 — 7 февраля 1785), второй из пяти дочерей Джона Кэмпбелла, 2-го герцога Аргайлла. Эти двое стали частью общества, в которое входил Хорас Уолпол, который считал графиню «необъятной красавицей» и увековечил её в стихотворении, опубликованном в 1765 году.
Когда Страффорд овдовел в 1785 году, светские сплетни быстро связали его имя с именем леди Луизы Стюарт (1757—1851), в результате чего леди Диана Боклерк заметила: «Итак, леди Луиза Стюарт собирается выйти замуж за своего прадеда, не так ли?» Однако Стюарт смотрел на графа Страффорда просто как на пожилого дядюшку, а не как на поклонника, и он, со своей стороны, не сделал ничего, чтобы способствовать такому союзу.
Граф Страффорд умер бездетным в 1791 году. Ему наследовал сын его двоюродного брата, Фредерик Уэнтуорт, 3-й граф Страффорд (1732—1799).

## Портрет
Портреты графа Страффорда включают портрет сэра Джошуа Рейнольдса, который был выгравирован как меццо-тинто Джеймсом Макарделлом. Копия этого экземпляра в Национальной портретной галерее ошибочно описана как «Уильям Уэнтуорт, 4-й граф Страффорд (1722—1791)». Графиню Страффорда также рисовал сэр Джошуа Рейнольдс.